# ニキ・リンコ
ニキ・リンコ（1965年 - ）は、日本の作家、翻訳家。
アスペルガー症候群・高機能自閉症を患っていることを公表している。幼い頃から周囲との違和感を覚えながら育ち、30歳代で初めてアスペルガー症候群と診断され、以後、これをテーマに翻訳、執筆、講演などで活動している。本名は非公開。近畿地方出身。

## 著書
- 『俺ルール! - 自閉は急に止まれない』（花風社） 2005　ISBN 978-4907725655
- 『自閉っ子におけるモンダイな想像力』（花風社） 2007
- 『自閉っ子、えっちらおっちら世を渡る』（花風社） 2007
- 『スルーできない脳 : 自閉は情報の便秘です』（生活書院） 2008

### 共著
- 『教えて私の「脳みそ」のかたち: 大人になって自分のADHD、アスペルガー障害に気づく』（岡野高明共著、花風社） 2002　ISBN 4-907725-48-5
- 『自閉っ子、こういう風にできてます!』（藤家寛子共著、花風社） 2004　ISBN 978-4907725631
- 『自閉っ子、深読みしなけりゃうまくいく』（仲本博子共著、花風社） 2006
- 『自閉症スペクトラム青年期・成人期のサクセスガイド』（服巻智子 編著、ニキ・リンコほか述、クリエイツかもがわ、Autism retreat Japan） 2006
- 『当事者が語る異文化としてのアスペルガー』（服巻智子編著、クリエイツかもがわ、Autism retreat Japan. 自閉症スペクトラム青年期・成人期のサクセスガイド） 2008
- 『続 自閉っ子、こういう風にできてます! 自立のための身体づくり』（藤家寛子共著、花風社） 2008　ISBN 978-4907725747
- 『続々 自閉っ子、こういう風にできてます! 自立のための環境づくり』（岩永竜一郎, 藤家寛子共著、花風社） 2009　ISBN 978-4907725754
- 『自閉っ子のための努力と手抜き入門』（浅見淳子共著、花風社） 2012
- 『10年目の自閉っ子、こういう風にできてます! : 「幸せになる力」発見の日々』（藤家寛子共著、花風社） 2014

## 翻訳
- 『キレないための上手な「怒り方」 : 怒りたいのに怒れない、怒ると人を傷つけてしまうあなたに』（クリスティン・デンテマロ, レイチェル・クランツ、花風社） 2000
- 『ずっと「普通」になりたかった』（グニラ・ガーランド、花風社） 2000　ISBN 4-907725-14-0
- 『片付けられない女たち』（サリ・ソルデン、WAVE出版） 2000　ISBN 4-87290-074-X
- 『許す勇気、生きる力』（デイヴ・ペルザー、青山出版社） 2000
- 『片づかない! 見つからない! 間に合わない!』（リン・ワイス、WAVE出版） 2001
- 『私の障害、私の個性。』（ウェンディ・ローソン、花風社） 2001　ISBN 978-4907725259
- 『「わかっているのにできない」脳 エイメン博士が教えてくれるADDの脳の仕組み』1 - 2（ダニエル・G・エイメン、花風社） 2001　ISBN 978-4907725310
- 『「これだ!」と思える仕事に出会うには』（シェリル・ギルマン、花風社） 2001　ISBN 978-4907725365
- 『なぜ10代は危険なことをするのか』（リン・ポントン、WAVE出版） 2001
- 『俺、死刑になるべきだった?』（ランディ・スター、花風社） 2002
- 『自分で自分をもてあましている君へ : あきらめないよ、ADHDの君の将来』（パトリック・J・キルカー, パトリシア・O・クイン、花風社） 2002
- 『アスペルガー的人生』（リアン・ホリデー・ウィリー、花風社） 2002　ISBN 978-4487797233
- 『熟年人間力、若者を救う』（マーク・フリードマン、花風社） 2002
- 『片づけられない人のための仕事の本』（リン・ワイス、WAVE出版） 2002
- 『ぼくとクマと自閉症の仲間たち』（トーマス・A・マッキーン、花風社） 2003
- 『AD / HD & body : 女性のAD / HDのすべて』（キャスリーン・ナデュー, パトリシア・クイン編著、沢木あさみ共訳、花風社） 2003
- 『さあ、どうやってお金を稼ごう? : LD、ADHDの人のための将来設計ガイド 就職活動編』（デイル・S・ブラウン、花風社） 2003
- 『さあ、どうやってお金を稼ごう? : LD、ADHDの人のための将来設計ガイド 準備編』（デイル・S・ブラウン、花風社） 2003
- 『脳画像でみる「うつ」と「不安」の仕組み』（ダニエル・エイメン, リサ・ラウス、花風社） 2004
- 『脳画像で探る「うつ」と「不安」の癒し方』（ダニエル・エイメン, リサ・ラウス、沢木あさみ共訳、花風社） 2004
- 『青年期のアスペルガー症候群 : 仲間たちへ、まわりの人へ』（ルーク・ジャクソン編著、スペクトラム出版社） 2005
- 『「片づけられない人」の人生ガイド』（サリ・ソルデン、WAVE出版） 2005
- 『私と娘、家族の中のアスペルガー: ほがらかにくらすための私たちのやりかた』（リアン・ホリデー・ウィリー、明石書店） 2007　ISBN 978-4750324968
- 『目印はフォーク! : カーラの脳損傷リハビリ日記』（カーラ・L・スワンソン、クリエイツかもがわ） 2008
- 『奇跡の生還を科学する : 恐怖に負けない脳とこころ』（ジェフ・ワイズ、青土社） 2010
- 『思春期からの性と恋愛 : アスペルガー症候群』（ジェリー・ニューポート, メアリー・ニューポート、クリエイツかもがわ） 2010
- 『ヒトは賢いからこそだまされる : ニセ科学から衝動買いまで』（トマス・キーダ、生活書院） 2011
- 『モッキンバード』（キャスリン・アースキン、明石書店） 2013
- 『アノスミア : わたしが嗅覚を失ってからとり戻すまでの物語』（モリー・バーンバウム、勁草書房） 2013
- 『人生の途上で聴力を失うということ : 心のマネジメントから補聴器、人工内耳、最新医療まで』（キャサリン・ブートン、明石書店） 2016
- 『ミッシング・ピーシズ：アメリカ障害学の原点』（アーヴィング・ケネス・ゾラ、生活書院）2020
- 『塩とコインと元カノと――シャドウライフ』（ヒロミ・ゴトー, アン・ズー 他、生活書院） 2023